# Un été sauvage
Un été sauvage est un film dramatique franco-italien réalisé par Marcel Camus en 1969, sorti sur les écrans en 1970.

## Synopsis
Prise en auto-stop par Serge, Sylvie se rend sur la Côte d'Azur afin de rejoindre un groupe de jeunes en vacances improvisées. Serge y fait la connaissance de Helle.

## Fiche technique
- Titre : Un été sauvage
- Réalisation : Marcel Camus, assisté d'Alain Corneau
- Scénario, adaptation et dialogues :  Paul Andreota, Pierre Bénichou, Marcel Camus
- Photographie : William Lubtchansky
- Musique :  Nino Ferrer
- Montage : Andrée Feix
- Pays de production :  France /  Italie
- Sociétés de production : Orphée Productions
- Genre : film dramatique
- Durée : 95 minutes
- Date de sortie : 
  - France : 1er juillet 1970

## Distribution
- Nino Ferrer : Serge
- Juliet Berto : Sylvie
- Katína Paxinoú : Marya
- Jessica Dorn : Helle
- Pierre Perret
- Daniel Beretta
- Daniel Bellus
- Philippe Warrin
- Marilù Tolo
- Albert Minski